# Marlène Mourreau
Marlène Mourreau (Neuilly-sur-Seine, 19 de abril de 1969) é uma vedete, modelo , pin-up, atriz e apresentadora de televisão Francesa, que passou a maior parte de sua carreira artística em Espanha.

## Biografia
Marlene Mourreau nasceu na França em 1969. A sua carreira começou quando foi eleita primeira-dama de honra de Miss França 1986, e a partir daí seguiu carreira de modelo por três anos na agência V.I.P. e Metropolitana.
Em 1990 deu os seus primeiros passos na televisão com os programas eróticos Venus, Emotion e Sexy Zap para o canal de televisão M6. Alguns deles foram reeditados na Espanha. Em 1995, ela montou a agência de modelos Body-Bobine, da qual saíram Ingrid Chauvin e Alexandra Bronkers.
Em 1995 concorreu às eleições presidenciais francesas com o PLA (Partido para a Liberdade e o Amor) do showman Patrick Sébastien, prometendo, entre outras coisas, com preservativos grátis, mas sem muito sucesso.
Chegou à televisão espanhola pelas mãos de José Luis Moreno na década de 1990, com quem trabalhou em diversos programas. Um de seus primeiros trabalhos na televisão foi como apresentadora de um programa semanal de variedades, em dueto com Jesús Vázquez que foi transmitido em canais autônomos espanhóis, gravado em Vigo (Galiza).
Ela alcançou sua maior popularidade com o programa de performances não profissionais El semáforo, de Chicho Ibáñez Serrador, pois era um contraste exuberante com seu parceiro de co-apresentação Asunción Embuena. Em 1997, é a co-apresentadora, junto com Pepe Viyuela, de um programa de comédia na La 1 chamado Não vejo.
Em 2004 participou da primeira edição do Big Brother VIP, no qual foi a vencedora com 72,1% dos votos.
Em 2005 ingressou na “Première compagnie” —na França—, um concurso militar, que abandonaria voluntariamente. No mesmo ano, no canal francês TF1 Marlene ganhou o concurso Celebrity Dancing—a versão francesa de Olha quem está dançando! na Espanha
Em 2006 é uma das concorrentes em Survivors, onde não foi vista com pouca vontade de permanecer no show. Finalmente, foi a primeira a ser expulsa poucas horas após o início do concurso. Ao retornar a Madrid, voltou a ser capa da revista Interviú, tornando-se a mulher —junto com Natalia Estrada e Sabrina—com mais capas da publicação, sendo onze com o número 1575 da primeira semana de julho de 2006. Marlene Mourreau: a francesa vedete posa novamente para a revista Interviú.
Em 2009, ela retornou à França, querendo apresentar um novo show París Latino em espanhol para estrear no Cabaret parisiense La Nouvelle Ève em 2011 e colaborou ocasionalmente em vários programas de televisão.
Desde setembro de 2012, Marlene Mourreau é embaixadora na Europa do CougarLife.com, um site especializado em relacionamentos entre mulheres cougar que querem se relacionar com homens mais jovens.
Em 2013, ela retornou à Espanha após a morte de seu pai e começou a se apresentar no Skala Kabaret em Benidorm com um novo show dirigido por Adrián Ortega, até o verão de 2015.
Atualmente, Marlene está atuando em uma peça de Francisco Florido: Vejo você no céu em toda a Espanha. Foi também a protagonista da capa da revista Primera Línea em sua edição número 381 publicada em janeiro de 2017.

## Carreira

### Atriz e modelo
- 2003: Paraíso série de TV— como Mônica.
- 2000: ¡Ha meaten...! —filme— como Marlene.
- 1999: Ada Madrinha —série de TV—
- 1999: Mediterrâneo —série de TV—
- 1998: Nem com você nem sem você —série de TV— como Véronique/Monique
- 1997: Hostal Royal Manzanares —série de TV— como Mari Pepa
- 1997: Subterrâneo Erótico
- 1997: Não vejo —série de TV—
- 1996: Sexy Zap —série de TV—
- 1995: Van Loc: un grand flic de Marseille (série de TV) como Maryline.

### Apresentadora
- 1995: El semáforo —competição— como co-anfitrião com Jordi Estadella
- 2000: Festa noturna com Miguel Ángel Tobías, durante um programa em janeiro de 2000

### Reality shows
- 2004: Gran Hermano VIP —concurso de televisão, Telecinco—. vencedora
- 2005: Première compagnie —concurso de televisão, TF1—. 3º expulso
- 2005: Celebridades dançando —concurso de televisão, TF1—. vencedora
- 2006: Survivors: Lost in the Caribbean —concurso de televisão, Telecinco—. 1º expulso

### Programas Convidados
- 1995: Minas e Armadilhas−apresentações no programa, SIC, Portugal
- 2017: Câmbiame VIP —programa de TV dedicado à mudança de imagem, Telecinco, Espanha
- 2018: Luar —apresentações no programa, TVG, Espanha